# Racomitrium macounii
Racomitrium macounii là một loài Rêu trong họ Grimmiaceae. Loài này được Kindb. mô tả khoa học đầu tiên năm 1889.